# Görzhain
Görzhain ist ein Ortsteil der Gemeinde Ottrau im Schwalm-Eder-Kreis in Hessen.

## Geographie

### Geographische Lage
Görzhain liegt in Nordhessen, dort im Südosten des Schwalm-Eder-Kreises. Es ist ein Ortsteil der 1972 im Wege der kommunalen Gebietsreform entstandenen Großgemeinde Ottrau, wozu neben diesen beiden Dörfern noch Immichenhain, Kleinropperhausen, Schorbach und Weißenborn gehören.
Die 928 ha große Gemarkung von Görzhain stößt im Süden und Osten an die Grenzen der Landkreise Vogelsberg und Hersfeld-Rotenburg. Das Dorf liegt am Nordwestfuß des Frohnkreuzkopfs (ca. 530 m), dem Westausläufer des Rimbergs (591,8 m). Die Ortslage von Görzhain gehört mit im Schnitt rund 340 m ü. NN noch zu den Südausläufern des Knüllgebirges. Auf der Nordflanke des Frohnkreuzkopfs entspringt der Schwalm-Zufluss Grenff, welcher Görzhain durchfließt und der nach der Schwalm das zweitgrößte Fließgewässer im Alt-Kreis Ziegenhain ist.

### Geologie
Die geologischen Verhältnisse im Bereich der Gemarkung Görzhain lassen sich in Hinblick auf die stratigraphischen Verhältnisse weitgehend auf den Buntsandstein als älteste Gesteinsformation, tertiäre Basalte sowie jüngere Sedimentablagerungen in den Bachtälern reduzieren. Tektonisch ist das Bruchsystem des Oberaula-Weißenborner Grabens hervorzuheben.
Bei den Sedimenten des Buntsandsteins handelt es sich um Ablagerungen in einem flachen Meeresbecken. Flache Sandfächer schoben sich vor ca. 220 Mio. Jahren von den Küsten her in ein flaches Lagunenmeer vor. Bei den daraus entstandenen Gesteinen handelt es sich vorwiegend um Sandsteine mit einem tonig-kiesligen Bindemittel. Die Oberstufe des mittleren Buntsandsteins (Bausandsteinzone) setzt sich vorwiegend aus grobkörnigen Sandsteinbänken zusammen. Viele Grenzsteine und Fundamente Görzhainer Fachwerkhäuser stammen aus diesem Gestein, das z. B. in dem aufgelassenen Steinbruch unterhalb der Frohnkreuzkuppe über mehrere Jahrhunderte nach Bedarf gewonnen wurde. Bei den wenig verbreiteten Sedimenten des oberen Buntsandsteins (Röt) handelt es sich um teilweise auffällig rot-orange sandige Tone und Mergel, die z. B. an dem forstlichen Holzabfuhrweg „Obere Rimbergstraße“ nahe dem Buchenborn anstehen. Bei den erdgeschichtlich nachfolgenden Sedimenten des Muschelkalks handelt es sich um Kalke, die sich im Flachwasser einer austrocknenden, vom Meer abgetrennten Lagunenlandschaft gebildet haben. Diese sind im Bereich der Gemeinde Görzhain in späteren Erdzeitaltern aber wieder abgetragen worden und stehen nur noch in den Grabeneinbrüchen, z. B. bei Weißenborn an.
Entlang der Grabenbrüche und Verwerfungszonen sind in der Miozänzeit des Tertiärs (vor ca. 15 Mio. Jahren) an vielen Stellen Eruptivgesteine basaltischer Natur hervor gedrungen und prägen neben den Buntsandsteinen des Erdmittelalters das Landschaftsbild der Gemarkung Görzhain. Hierbei handelt es sich hauptsächlich um massive Säulenbasaltvorkommen, z. B. die des Rimbergs, die auch an einigen Stellen kleinflächig abgebaut wurden. Basalttuffe gibt es nur vereinzelt, z. B. im Bereich des Sportplatzes an der Straße nach Weißenborn. In den dichten, dunkelblauschwarzen Basalten des Rimberges finden sich häufig eingesprengte Olivine, seltener Augite und Feldspatkristalle.

### Flora
Die geologischen Verhältnisse bedingen auch die Fauna der Wälder in der Gemeinde Görzhain. Die Waldbestände stocken entweder auf Verwitterungsböden des Buntsandsteins mit mittlerer bis guter Nährstoffversorgung oder auf deutlich nährstoffreicheren Basaltverwitterungsböden, z. B. im Bereich des oberen Rimbergs.
Vornehmlich Hainsimsen-Buchenwälder stocken auf den Böden des Buntsandsteines. Der Hainsimsen-Buchenwald ist artenarm. Nur wenige Pflanzen wie Hainsimse, Draht-Schmiele oder Ehrenpreis wachsen darauf. Im Bereich der Basaltverwitterungsböden gibt es eine flächenhafte Verbreitung von Waldmeister und an einzelnen Stellen blühen im Frühjahr auch Maiglöckchen. An lichten Standorten entlang der Waldränder blüht Ende März der Seidelbast und auf einigen Waldwiesen am Rimberg Knabenkräuter als heimische Orchideenarten. Die ortsnahen devastierten ehemaligen Brach- und spärlich bestockten Hutewaldflächen sind im 19. Jahrhundert mit Fichten und Kiefern wieder in forstliche Bewirtschaftung genommen worden und haben hier teilweise die ursprünglichen Eichenwaldungen ersetzt.
Im 20. Jahrhundert sind darüber hinaus weitere Nadelholzanpflanzungen mit aus Nordamerika eingeführten Douglasien erfolgt. Die Buchenwälder der mittleren und höheren Hanglagen entsprechen aber immer noch der ursprünglichen Baumbestockung aber nicht mehr als ursprüngliche Urwälder, sondern als maschinenbewirtschaftbarer Wirtschaftswald.

### Fauna
Während sich die Flora nur langsam und kaum wahrnehmbar verändert, sind die Veränderungen in der Tierwelt teilweise dramatisch und von einem aufmerksamen Beobachter leicht zu verfolgen. Eine Reihe von Tierarten ist in den letzten Jahrzehnten selten geworden oder sogar verschwunden. Einige fast ausgestorbene Arten sind aber auch wieder öfter anzutreffen.

## Geschichte
Bereits vor 3000 bis 4000 Jahren haben im Hochtal am Rimberg Menschen gelebt. Funde aus Hügelgräbern der Bronzezeit in der näheren Umgebung von Ottrau (Kammermannsgrund und Flur Scheuersrod) sowie im Görzhainer Forstdistrikt 34 (Räuberswald, östlich von Weißenborn) zeugen hiervon. Die Funde aus dem Kammermannsgrund stammen mit ziemlicher Sicherheit aus der ersten Hälfte des zweiten Jahrtausends vor Christi Geburt. Es handelt sich um Bruchstücke einer Bronzenadel mit radförmigem Kopf, einige Spiralarmringe und eine Scheide aus Kupferdraht mit gut erhaltenem Dolch. Die Gegenstände werden mit Angabe des Fundortes im Landesmuseum in Kassel aufbewahrt.
Um 1700 bis 1500 v. Chr. wanderte das indogermanische Volk der Kelten hier ein. Von ihnen zeugen überlieferte, noch heute gebräuchliche Berg‑, Bach‑ und Flurnamen wie Rimberg (Rinn=Berg), Grenf (Grintiffa/Grintafo=Bergwasser [Grint=Berg, Aaffa=Wasser]), Vensbach (=Sumpfbach). Die Namensgebung ist charakteristisch für jene Zeit der 1. Siedlungsperiode. In dieser Epoche traten der Mensch und seine Werke noch wenig hervor. In erster Linie beeindruckte die Natur mit ihren Bergen und Wäldern, Bächen und Tieren die Menschen der damaligen Zeit.
Die Hügelgrabfunde zeigen, dass die Kelten schon in der Lage waren, zierliche und kunstvoll gearbeitete Schmucksachen und Waffen anzufertigen. Sie wohnten in Häusern und Dörfern und betrieben Ackerbau und Viehzucht. Sie glaubten an Götter, die sie durch Opfer verehrten. Ihre Toten ehrten sie mit einer aufwändigen Bestattung. Vermutlich sollten die Grabbeilagen durch die groß angelegten Hügelgräber vor Dieben geschützt werden.
Die Kelten wurden um 400 v. Chr. von dem germanischen Volksstamm der Chatten aus dieser Gegend verdrängt. Ottrau wurde zum Gerichtsort der 5. chattischen Hundertschaft, deren Aufsichtsbezirk von Salmshausen bis Hersfeld reichte. Die Bewohner kannten keine Abgaben oder Steuern, waren aber zum Kriegsdienst verpflichtet.
Im 4. Jahrhundert nach Christus übernahmen die Franken (= „freie Männer“) die Oberherrschaft über die Chatten. Die Beherrschung durch den fränkischen Staat wird verständlich, wenn man bedenkt: Die Chatten waren durch die ständigen kriegerischen Auseinandersetzungen mit den Römern so geschwächt worden, dass sie sich auf ihre Kerngebiete in Niederhessen zurückziehen mussten.
Im 8. Jahrhundert hielt das Christentum hier Einzug. Die Christianisierung Hessens war erst in der Mitte des 9. Jahrhunderts vollendet. Hierauf schloss sich die abschließende kirchliche Verwaltungseinteilung in Archidiakonate und ihre Unterbereiche im 10. und 11. Jahrhundert an. Im Gebiet des Archidiakonats St. Stephan Mainz gehörten die Kirchen von Treysa, Alsfeld, Kirtorf und Neustadt zu den ältesten. Im Archidiakonat St. Peter zu Fritzlar sind die Archipresbyteratskirchen Mardoff, Urff, Braach und Ottrau als die frühesten Taufkirchen anzusehen. Ottrau war zunächst der Sitz des Erzpriesters, später nur noch Sitz eines Pfarrers und Gerichtsort, der Abtei Hersfeld unterstellt.
Görzhain ist als eine Niederlassung aus der karolingischen Siedlungszeit anzusehen, in der Siedler Anschluss an Laubwald suchten, in welchem ihr Weidevieh Nahrung fand und bei dem sie quelligen Boden erwarten durften. Infolge der umfangreichen Weidewirtschaft zu karolingischer Zeit ist die Mehrzahl dieser Dörfer nicht auf gerodeten Plätzen, sondern eben auf jenen Weidestellen gegründet worden, die zeitlich zuerst eine erfolgende Erschließung eines Siedlungsgeländes und dann erst die Beseitigung des Waldes durch Brand, Rodung und Weidewirtschaft bedingten. Diese erweiterte Landnahme war durch den Zuzug von Bewohnern des aus dem unterhalb gelegenen, vermutlich im 12./13. Jahrhundert ausgegangenen Dorfe Grintafo nötig geworden.
Die urkundliche Ersterwähnung von Görzhain ist datiert auf den 13. Oktober 1304, als „Gerhardishen“ an das Kloster Immichenhain verkauft wurde. Eine Kurzbeschreibung des Textes dieser Ersterwähnungsurkunde, deren Original im Staatsarchiv Marburg/Lahn liegt, lautet:
„Aussteller der Urkunde, Jutha, Witwe des Ritters Ludwig Rode, sowie die von Scheuernschloß und die von Wolfeshusen verkaufen dem Probst Johannes und dem Kloster Immichenhain ihre Besitzungen im Dorf Gerhardishen mit allen zugehörigen Menschen und ihren sämtlichen Rechten, nämlich den Zehnten, Feldern, Wäldern, Wiesen, Weiden und Huterechten; sowie das Recht des Patronats für 40 Mark und 8 Köllner Denare. Datum: 1304, 13. Oktober.“
1355 verkaufte Johann genannt Hornung dem Kloster Immichenhain sein Erbe in Görzhain. Im selben Jahr verkauften die von Görzhain dem Kloster eine Gülte von ihren Feldern in Görzhain.
Graf Johann I. von Ziegenhain, der tatkräftigste aller Ziegenhainer Grafen, der die Stärkung der Grafschaft durch Konzentration des Besitzes zu einem geschlossenen Territorium suchte, erwarb vom Kloster Immichenhain im Austausch gegen umfangreichen Besitz im Dorf Hain (Immichenhain) und zwei Mühlen zu Schrecksbach die Gerichte der Dörfer Görzhain, +Ellingerode (liegend zwischen Lingelbach und Reimerode) und +Stanrode (ca. 2,5 km östlich von Görzhain, hieran erinnern heute noch die Stanroder Wiesen, die östlich des Weges von Weißenborn nach Machtlos liegen) sowie gleichzeitig von den Brüdern Johann und Helwig von Rückershausen die Anwartschaft auf das benachbarte Gericht Ottrau samt Zubehör. Eine Übersetzung des Textes der Tauschurkunde lautet wie folgt:
„Anno 1355 bekennen Graf Johann von Ziegenhain, Gotfried dessen Sohn, Agnes dessen eheliche Hausfrau, dass sie dem Probst, der Meisterin und dem Konvent des Klosters ihr Dorf am selbigen Kloster gelegen, der Hain genannt, mit allen Diensten, Ehren, Nutzen und Rechten mit Herbstbede, Vogtfutter ewiglich zu besitzen übergeben haben. Auch bekennen selbige, dass die besagtem Kloster 2 Mühlen, nämlich die Mühle zu Schrecksbach, unterm Kirchhof gelegen, und die Mühle, die Graumühle genannt, mit den Zugehörigen allen Dienstes, Bedetreibens und Herberge befreit haben, dagegen das Kloster vorbesagtem Grafen zu Ziegenhain, die Gerichte der drei nach bemeldeten Dörfer, nämlich zu Gerhardshain, zu Ellingerode und zu Stanrode, dergestalt gegeben hat, dass solches seine Hufen, Zehnten, Vogtfutter, Hühner und Schnittetage als bishero zu gebrauchen, sich vorbehalten hat. Auch soll das Kloster den Hof zu Gerhardshain ohne allen Dienst und Not Bede, Gericht und Herberge frei behalten und besitzen.“
Mit dem Tode des erbenlosen Grafen Johann II. im Jahre 1450 erlosch das Ziegenhainer Grafengeschlecht. Johann selbst hatte mit dem hessischen Schutzvertrag von 1428 und der förmlichen Lehnsbeauftragung an den Landgrafen 1437 die Zukunft seines Landes entschieden. Infolgedessen fiel die Grafschaft mit Zustimmung der Oberlehnsherren Fulda und Hersfeld, die inzwischen gleichfalls weitgehend von Hessen abhängig geworden waren, als erledigtes Lehen an die Landgrafschaft Hessen.
Landgraf Ludwig I. (der Friedfertige) wurde neuer Herr der Grafschaft und erlangte damit auf dynastischem Wege das Erbe der Ziegenhainer, daneben zusätzlich die Lehnshoheit über die Grafschaft Waldeck und führte so 1459 Ober- und Niederhessen zusammen. Unter Landgraf Heinrich III. von Hessen kam 1479 die Grafschaft Katzenelnbogen mit St. Goar, Rheinfels, Darmstadt, Groß-Gerau, Zwingenberg und Reinheim hinzu.
So unterstand auch Görzhain durch diesen Vorgang ab 1450 der Landgrafschaft Hessen. Kirchlich gehörte es im 15. Jahrhundert – genauer seit ca. 1450 – zur Pfarrei Grebenau und mit ihr zum Archidiakonat St. Johann, Mainz.
Seit 1547 ist in Ottrau die von der alten Pfarrei Ottrau‑Neukirchen nach der Reformation abgetrennte zweite Pfarrei nachzuweisen, zu der dann ab 1569 Berfa und Görzhain gehörten. 1550 wurden die als Zubehör von Görzhain geltenden Orte Ellingerode und Stanrode Jahr erstmals als wüst bezeichnet.
Nach der Reformation und der Säkularisation der Klöster im Jahre 1527 hatte Landgraf Philipp von Hessen die Steuereinnahmen des Landes neu geregelt. Der landgräfliche Besitz wurde neu versteint und neue Salbücher (Steuerbücher) anhand der alten Register angefertigt. Aus dem Jahr 1556 stammt das Salbuch von Stadt und Amt Neukirchen, dem Dorf Görzhain und dem Gericht Röllshausen mit Nennung auch der Einwohner Görzhains. Es wird die Wüstung „Güntzenronde“ erwähnt. An Wiesen werden lediglich die in Guntzelrode, zu Rimbach und die Rode am Rimberg genannt. Das Steuerbuch wurde 1579 fortgeschrieben und 1647 renoviert.

### Einwohnerentwicklung
Um 1580 wurde die Einwohnerschaft mit 20 Familien angegeben.
Im Dreißigjährigen Krieg hat das Dorf sehr gelitten. Um "gewisse und zuverlässige Nachricht " über den Zustand des Landes zu erhalten, hatte die Regierung in Kassel im Februar 1639 den Amtleuten befohlen, Dorf für Dorf unter Zuziehung der Ortsobrigkeiten aufzuzeichnen, nicht nur wie viel Haushalte sich noch vorfanden, sondern auch wie viel Vieh noch da war und wie viel Land im Winterfeld bestellt wurde. Über das Ausschreiben hinaus verzeichneten die Beamten meist auch die Schulden der einzelnen Amtshintersassen dieser Gemeinden. Denn die Bestandsaufnahme sollte sichtlich Grundlage der Steuererhebung sein. Im folgenden Erlass der Fürstlichen Hessischen Regierung Cassel anno 1639 wurde die Bestandsaufnahme angeordnet:
"Unsern günstigen Grus zuvor / Ersame gute Gönnere.
Nach dem eine hohe Notturfft befunden wird / angelegener vhrsachen halber eigentliche gewisse vnnd zuverlässige nachricht zu haben / nicht allein wie viel haußgesessene Leute an verehelichten vnnd verwittibten Persohnen / so ihren eigenen Haußhalt haben vnnd führen / sondern auch / wie viel an Kühen / Schafen / Schweinen / Pferden / Ochsen / item wie viel völlige Pflüge / vnnd ganze Geschirr / vnd wie jedes gespannet / in Statt und Ampt ewerer Verwaltung an jetzo effectivè noch befindlich vnnd vorhanden seyn / deßgleichen / was ins winterfelt außgestelt: Als ist vnser ernster Befehl hiermit / dass ihr in der Statt zwar mit Zuziehung Bürgermeister vnd Rahts / auff den Dorffschafften aber mit Zuziehung jedwedern orts Greben vnd Vorsteher hierüber in eigener Persohn eine fleissige visitè anstellet / vnnd vermittelst eweres geleisteten Eyts und Amptspflichten alles gar genawe / ohne einige verhel. vnnd unterschlagung auffzeichnet / vnd wie ihrs deßfals befunden / innerhalb den nechsten 3. Wochen à dato dieses gewiß vnnd ohnfehlbar anhero zur Fürstl. Cantzley einschicket.
Versehens vns also / vnnd seynd euch gönstig geneigt /
Datum Cassel den 16. Tag Febr. anno 1639.
Fürstliche Hessische Regierung daselbst"
Für Görzhain werden in der Erhebung aus dem Jahre 1639 nur 10 eheliche Personen (hausgesessene Männer) sowie 3 Wittweiber genannt, außerdem 11 wüst liegende Güter, deren Besitzer wohl nicht mehr vorhanden waren.
1647 erfolgte eine Renovierung des „Salbuches von Stadt und Amt Neukirchen, dem Dorf Görzhain und dem Gericht Röllshausen“ aus 1556 (s. o.). Als Steuerpflichtige von Görzhain werden noch genannt:
„Heintz Hagk modo (heute, nun) 1712 Dietrich Brenzell als Müller, einen freien Hof hatten 1712 Henr. Boß und Paul Mull, ferner Johannes Weiner, Kun Hans, Heintz Hagk, Heintz Schüsseler, Heintz Hagk, Jorg Schade, Heintz Gleippert modo 1712 Johannes Schreiber, Kuntz Koller modo 1712 Andreas George, Petter Ide, Jost Hagk modo 1712 Henn Becker.“
Im Verzeichnis der hausgesessenen Mannschaften des Fürstentums Hessen 1681 wurden zu den Einwohnerzahlen genannt: 21 Hausgeseß, 2 Ausschuss, 1 Junggeselle.
Im Dorfbuch der Landgrafschaft Hessen-Cassel 1747 wird die Zahl der Haushaltungen (und damit wahrscheinlich auch die der Häuser) genannt. Nach den Wirren und schweren Leiden des Dreißigjährigen Krieges hatte sie sich inzwischen wieder auf 27 erhöht.
Drei Jahre später entstand das
"Original Lager Stück und Steuerbuch der Dorfschaft Görzheyn Amts Neukirchen
Verfertigt durch den Scribent Haumann, revidirt durch den Scribent
Collantionirt durch die Scribenten Gesell, Krug, Schneider im Jahr 1750"
Damals wurden wieder 29 Häuser, darunter eine Mühle, und 177 Einwohner gezählt.
Am 10. Juli 1856 wurde vom Verein für Hessische Geschichte und Landeskunde ein Fragebogen allen Gemeinden Kurhessens übermittelt. Die Bürgermeister hatten für die Beantwortung zu sorgen. Görzhain gehörte zum Justizamt Oberaula (Kreis Ziegenhain), welches damals aus 16 Gemeinden bestand. Nach Angaben des Bürgermeisters für die „Gemeinde Görzhain m. d. Kleinmühle Amts Oberaula, eingegangen beim Kurf. Landrathsamt, d. 21. März 1858“ lebten hier 231 „Seelen“ in 52 Häusern.
1885 lag die Einwohnerzahl bei 257, 1895 bei 268.
Im Buch „Hessische Volkskunde“ von Carl Hessler erschien im Kapitel „VIII. Die Schwalm – von J. H. Schwalm“ in einer Statistik zum Jahr 1900 das Dorf Görzhain mit 261 Einwohnern, davon 117 männliche und 144 weibliche. Von diesen hielten noch 2 männliche und 121 weibliche an der „altehrwürdigen Tracht der Schwälmer“ fest.
Im Schuljahr 1902/1903, welches am 7. April begann, betrug die Schülerzahl der achtklassigen Volksschule stattliche 60. Es waren 35 Knaben und 25 Mädchen.
1925 hatte Görzhain 279 Einwohner, 1939 waren es 305.
1950 betrug die Einwohnerzahl 394. Die Erhöhung um 89 gegenüber 1939 war eine Folge des Zustroms während und nach dem Zweiten Weltkrieg durch sog. Ausgebombte und Heimatvertriebene.
In einem Heimat‑Adressbuch des Landkreises Ziegenhain aus dem Jahr 1969, aufgestellt nach amtlichen Unterlagen, finden sich u. a. folgende Angaben über die Gemeinde Görzhain: 320 ha. Flächeninhalt, 395 Einwohner, 92 Haushaltungen, 85 Häuser. Es sind die Adressen von 122 Haushaltungs‑ bzw. Familienvorständen genannt. Bürgermeister war Wilhelm Hahn, Beigeordnete waren Joh. Heinrich Boss und Joh. Heinrich Diehl. Brandmeister war Wilfried Schäfer, Fleischbeschauer Jakob Schwalm, Poststellenhalter Johannes Euler. Das Schiedsamt befand sich in Weißenborn bei Nikolaus Bätz, das Standesamt in Ottrau bei Ernst Krey.
Um 2000 gab es etwa 100 Haushaltungen mit rund 370 Einwohnern.

## Religionen
Überwiegend gehört die Bevölkerung der evangelisch-reformierten Kirche an. Der übrige Teil ist fast ausschließlich römisch-katholischer Konfession.
Kirchengebäude
Der Bau der Kirche zu Görzhain wird auf das Jahr 1526 datiert. Möglicherweise gab es aber auch schon um das Jahr 1300 eine Kirche in dem Ort, weil in der Ersterwähnungsurkunde von 1304 von einem „Patronatsrecht“ von Görzhain die Rede ist.
Die Kirche wurde nach Eintragungen im Kirchenbuch im Dreißigjährigen Krieg zerstört. Nachdem sie aufs neue aufgebaut worden war, konnte sie ab 1665 wieder benutzt werden. Diese Jahreszahl der Errichtung der damaligen Kanzel ist im heutigen Kanzelsockel eingemeißelt. Im Jahre 1821 wurde die Kirche ausgebessert. Aus diesem Jahr stammt auch die Inschrift im Sandstein über dem Eingang: „REBARIERTH BEI DEM HERR PFAR MALCUS CDMM 1821“.
Zu einem größeren Umbau im Inneren kam es 1905. Unter anderem wurde die Kanzel damals in den Chorraum unter das einzige erhaltene gotische Fenster verlagert. Bei der großen Renovierung im Jahre 1960 ersetzte man den Ofen durch eine elektrische Heizung. Die Sitzbänke wurden erneuert, die Empore verändert, das alte Chorgestühl entfernt und die Kanzel wieder an ihren ursprünglichen Standort von vor 1905 versetzt.
Die älteste der 3 Kirchenglocken stammt aus dem Jahre 1874. Von Kirchenglocken ist aber schon im Jahre 1750 die Rede, wovon damals eine aus dem Jahre 1746 stammte. Die Orgel wurde im Jahre 1864 errichtet. Im Ersten Weltkrieg mussten die Orgelpfeifen und die kleinere der beiden Kirchenglocken abgegeben werden, da das Metall als Rohstoff für „kriegswichtige Güter“ gebraucht wurde. 1923 wurde für die eingezogene Glocke eine neue erworben und zu Pfingsten eingeweiht. Die noch fehlenden Orgelpfeifen wurden 1924/25 angeschafft. Das verwendete Zinn enthielt diesmal einen Anteil Aluminium, so dass nun die Gefahr eines erneuten Einzuges nicht mehr drohte. Hingegen wurde im Zweiten Weltkrieg erneut eine Glocke eingezogen, nämlich die von 1923. Sie wurde 1949 durch zwei neue, kleinere Glocken ersetzt.

## Politik
Bürgermeister der Gemeinde Ottrau, zu der Görzhain gehört, ist seit Juli 2021 der aus Wincherode stammende Jonas Korell (CDU).

## Wappen
Im Jahre 1802 wurden im Kurfürstentum Hessen für die Ortschaften erstmals Ortssiegel geschaffen. Im Hessischen Ortswappenbuch von H. Knodt, Glücksburg, 1956 (305 Seiten, keine ISBN) ist das Ortswappen von Görzhain erschienen.
Beschreibung: In Schwarz eine gestürzte silberne Sense, gekreuzt mit einem gestürzten silbernen Rechen, belegt mit einer goldenen Garbe.
Dieses sphragistisch und heraldisch gleich einwandfreie Bild zeigt das GÖRZHAIN GEMEINDS SIEGL 1802. Es ist Teil der Reihe der um 1800 geschaffenen Gemeindesiegel des Amtes Ziegenhain, die fast alle übereinstimmend Sense, Rechen und Garbe zeigen und meist nur durch die Umschrift unterschieden wurden. Diese in der Schwälmer Region einheitliche Wahl und Verwendung der genannten Symbole, die offensichtlich die Fruchtbarkeit der Schwälmer Landschaft darstellen sollen, lässt einen einheitlichen Willen in dieser – in Kurhessen einmaligen – Gemeindesiegelschöpfung erkennen. Um sie zu erhalten, d. h. ihre Embleme im modernen Ortswappen weiterzuführen, erwies es als notwendig, die einzelnen gegebenen Bildbestandteile umzuordnen. Die Wappen hatten sich bisher nur durch verschiedene Umschriften unterschieden. So entstanden gleichartige, aber doch individuelle Ortswappen.

## Freizeitmöglichkeiten
Das stille Grenfftal bietet sanften Tourismus. Das Mühlenmuseum der Steinmühle bei Schorbach ist mit seinem noch intakten Mahlgang bei Besuchern sehr beliebt.

### Bahnradweg
Görzhain liegt am Bahnradweg Rotkäppchenland, ein nordhessischer Bahntrassenradweg zwischen Treysa und Niederaula mit einer Länge von 49,1 Kilometer. Kernstück ist die alte Trasse der Knüllwaldbahn zwischen Treysa und Wahlshausen. Er verbindet das Tal der Schwalm mit dem Tal der Fulda über das Knüllgebirge unter Vermeidung größerer Steigungen und ist Teil der deutschen Mittelland-Route (D4) sowie des Radwegs Deutsche Einheit.

### Vereine
Der älteste und mitgliederstärkste Verein ist der Männergesangverein „Harmonie“ 1885 Görzhain. Außerdem gibt es die Gymnastikgruppe und die Freiwillige Feuerwehr. Die Spielgemeinschaft Ottrau-Immichenhain bietet Sport- und Fußballbegeisterten eine Heimat.

## Wirtschaft und Infrastruktur
Landwirtschaft
Während noch vor dem Zweiten Weltkrieg fast alle Bewohner unmittelbar oder mittelbar von der Landwirtschaft lebten, gab es im Jahre 2000 nur noch 4 Vollerwerbslandwirte und ca. 8 nennenswerte Nebenerwerbsbetriebe. Alle anderen früheren Bauern haben ihre Äcker und Wiesen zum größten Teil verpachtet.
Beschäftigung
Arbeit finden die meisten Einwohner in der näheren Umgebung, teilweise innerhalb der Großgemeinde, aber auch in Oberaula, Neukirchen und Schwalmstadt sowie in den Nachbarlandkreisen. Verschiedene Pendler müssen jedoch auch weitere Strecken bis zu ihren Arbeitsstellen in Nord-, Mittel- und Südhessen wie auch in Thüringen in Kauf nehmen
Handel und Gewerbe
Im Jahre 2000 gab es in Görzhain noch ein Lebensmittelgeschäft, eine Gastwirtschaft und einen Getränkeeinzelhandel. Daneben gab es einen selbständigen Klempner und eine Änderungsschneiderei. Ein Hausmetzger schlachtete Schweine und verkaufte „Hausmacherwurst“. Verschiedene Imker boten Bienenhonig zum Verkauf. Ein mobiler Alten- und Krankenpflegebetrieb bietet in der näheren Umgebung seine Dienste an.
Ver- und Entsorgung
Die Versorgung mit Elektrizität geschieht über das Stromleitungsnetz der EAM Netz GmbH, Kassel.
Über das Fernmeldeleitungsnetz der Telekom Deutschland GmbH ist für jeden Haushalt Telefon- und Internetanschluss gewährleistet. Seit September 2008 ist DSL im Ort verfügbar, reichweitenbedingt aber nur mit geringen Bandbreiten.
Eine Erdgasversorgung besteht nicht. Gasherde werden mit Propangasflaschen betrieben.
Die selbständige, registergerichtlich nicht eingetragene Wasserleitungsgenossenschaft gewährleistet die kostengünstige Wasserversorgung der Haushaltungen in der Ortslage. Hierzu ist seit Anfang des 20. Jahrhunderts ein Wasserleitungsnetz aufgebaut und stetig erweitert und renoviert worden. Es ist zuletzt durch den Bau eines neuen Hochbehälters im Jahre 1999 mit 100 m³ Fassungsvermögen und einer modernen Entkeimungs- und Entsäuerungsanlage auf dem neuesten Stand der Technik.
Die Abwasserentsorgung erfolgt durch das gemeindeeigene Kanalnetz, welches zu einer Kläranlage westlich der Ortslage von Görzhain führt. An diese ist auch das Abwassernetz des Nachbarortes Weißenborn angeschlossen.
Allgemein- und zahnärztliche Versorgung findet man in Ottrau, Oberaula und Neukirchen. Kliniken befinden sich darüber hinaus in Alsfeld, Schwalmstadt und Bad Hersfeld.

## Söhne und Töchter des Dorfes
- Wolfgang Schwalm (* 1954 in Görzhain), Sänger und Trompeter der Wildecker Herzbuben